# 谅山站
谅山站（越南语：／*/?）是越南河同铁路的一座火车站，位于谅山省谅山市，距河内站149公里。铺设有标准轨及米轨共行的混合轨。每天设有DD5/DD6次列车通往河内及同登。
谅山站设备陈旧，互联互通能力受限，谅山省人民委员会正在考虑将谅山站的站务迁往南边的安澤站。